# Sharlota
Sharlota (* 17. září 1996 Praha), vlastním jménem Sharlota Blakk (rodným jménem Šarlota Frantinová), je česká rapperka, zpěvačka a členka vydavatelství Blakkwood Records.

## Kariéra
Její kariéra začala v roce 2012 vydáním singlu „Do rána“ s uskupením Abde & Sharlota x Deno. Na singl navázaly další, v roce 2013 singl s názvem „Maximum“ a „Rockstar“, kde se jako host představil Ben Cristovao. Od roku 2013 se uskupení zaměřilo hlavně na koncerty a vydávání dalších singlů. V roce 2014 Sharlotu oslovilo hudební vydavatelství Blakkwood Records a stala se jeho součástí.[zdroj?]
Sharlota v roce 2015 vydala první sólo projekt Vdova EP, které bylo i fanoušky dobře přijato.[zdroj?] Titulní singl Fajn přesáhl na YouTube 3 milionů zhlédnutí.
V roce 2019 spolu s Matúšem Krnčokem, Terezou Kerndlovou a Máriou Čírovou moderovala hudební talentové show The Voice Česko Slovensko, kterou v Česku vysílala TV Nova a na Slovensku TV Markíza.
8. května 2020 vydala své debutové album s názvem „Sextape“, které obsahovalo 30 stop a bylo rozděleno na dvě CD. Pilotní singl s názvem "Marketing" má na YouTube více než 3 miliony zhlédnutí.
O rok později získala za toto album ocenění Zlatá deska za prodej v České republice.[zdroj?]
Na začátku roku 2022 dostala nabídku na hlavní roli v muzikálu Okno mé lásky, kterou přijala a začala se této roli věnovat naplno.[zdroj?]

## Diskografie

### Sharlota - Vdova (EP; 2015)
1. Intro
2. Fajn
3. Vdova
4. Dokola
5. Kudy kam
6. Cocain ‘n‘ caviar
7. Sr*č
8. Stejně jiná (feat. Aless)
9. Co děláš
10. Stíny

### Blakkwood Records - Blakkout (Album; 2016)
1. Intro
2. #Blakkout
3. Like Hunter
4. Chimaera
5. Raptor
6. Já a ty 2 (feat. Ben Cristovao, Ezy)
7. Fukk You
8. Divnej pocit
9. Bacha na ně
10. Monstrum (feat. Radikal Chef, Kronkap)
11. Moneykura
12. Drakk
13. Outro

### Sharlota - Sextape (Album; 2020)
1. Sama sebou
2. laskynenidost
3. Kamarád
4. Nestárnou
5. Spešl
6. Pojď se mnou
7. Kdo ty si?
8. V posteli
9. Prázdná
10. Tisíc
11. Co je víc (feat. EZY)
12. Pankáč
13. Múza
14. Vlna (feat. M.U.S.)
15. Díky
16. Sextape
17. Marketing
18. Smích
19. Ze židle (feat. Kali)
20. Sex bez lásky
21. Anonym
22. Nechci (feat. Aless)
23. Donnie (feat. Protiva)
24. Darko (feat. Protiva)
25. Pull up (feat. Dorian)
26. Strip
27. Dori x Sharlota (feat. Dorian)
28. LIT (feat. Psycho Rhyme)
29. Karma (feat. Koukr)
30. Fuckin Awesome

### Sharlota - Tabita (Album; 2024)
1. Tabita
2. Wild One
3. Tři
4. Kamkolidu
5. Nevěřim ft. Ronnie
6. Black Sheep
7. Huf Huf
8. Sorry Not Sorry
9. Blíž
10. Milano ft. Dominika Mirgová
11. Pegas
12. Achjo
13. Šalali
14. Máj
15. Jebu tě ft. Fejbs
16. Týpek
17. Slow
18. Dost
19. Karty
20. Se mnou
21. Juicy
22. Na koni
23. Utýct

### Abde & Sharlota (Singly)
- Do rána
- Poslední
- Maximum
- První
- Crazy
- Nonstop
- S náma
- Ze dna
- Rockstar ft. Ben Cristovao

### Singly
- Perníková
- Lítej
- Duše
- #Hot16challenge2
- Kamkolidu
- Perníková (10th Anniversary Remix)

### Featuringy
- 3dworld ft. Sharlota - Plug
- Abde ft. Sharlota - Mám chuť
- Aless - Kráľovná noci ft. Sharlota
- Aless ft. Dominika Mirgová & Sharlota - Ženatomá
- Dominika Mirgová ft. Sharloa & Saimonsa - Drama Queen
- Fosco Alma - Forever Young ft. Sharlota
- Fosco Alma - 5 minut ft. Sharlota
- Koukr ft. Sharlota - Stále běžím
- Koukr ft. Sharlota - Riziko
- Pekař - Co když? feat. Sharlota
- Protiva ft. Sharlota - Prosit nebudu (Remix)
- Refew - Chci ft. Sharlota (Remix)

## Filmografie

### Televize
- 2018 – Zlatá mládež 2[7]
- 2019 – The Voice Československo

### Filmy
- 2021 – Ubal a zmiz
- 2021 – Prvok, Šampón, Tečka a Karel
- 2025 – Bez trenek

### Muzikály
- 2022 až 2025 – Okno mé lásky[8]

## Ceny a nominace
- 2016: 77 nejvlivnějších Čechů na sociálních sítích (64. místo) - Forbes[9]
- 2017: Top Ženy Instagramu - Hospodářské noviny[10]
- 2017: Czech Social Awards - Top 10 Instagram roku
- 2017: 77 nejvlivnějších Čechů na sociálních sítích (21. místo) - Forbes[11]
- 2018: Czech Social Awards - Top 10 Fun & Entertainment
- 2018: Czech Social Awards - Top 10 Inspiration & Influence
- 2021: Hudební ceny Evropy 2 - Vítězka v kategorii Rap CZ/SK 2020[12]
- 2021: Cover girl časopisu Playboy pro prosinec 2021
- 2021: Český slavík 21 - 9. místo v kategorii Hip Hop & Rap
- 2021: Zlatá deska za album Sextape
- 2022: Český slavík 22 - nominace v kategorii Hip Hop & Rap
- 2024: Český slavík 24 - 13. místo v kategorii Hip Hop & Rap